# Vojtanov (stacja kolejowa)
Vojtanov – stacja kolejowa w Vojtanovie, w kraju karlowarskim, w Czechach. Znajduje się na wysokości 510 m n.p.m.
Jest zarządzana przez Správę železnic. Na stacji nie ma możliwości zakupu biletów, a obsługa podróżnych odbywa się w pociągu.

## Linie kolejowe
- 147 Plauen – Cheb